# Jacob Friedrich von den Brincken
Jacob Friedrich von den Brincken († 27. November 1791) war ein kaiserlich-königlicher Feldmarschallleutnant.

## Familie
Jakob Friedrich war Angehöriger des preußischen Zweiges des kurländischen Adelsgeschlechts von den Brincken. Er war mit Benigna Gottlieb Voigt (1771–1861) vermählt, die in 2. Ehe mit dem Gouverneur von Livland Georg Friedrich von Fölkersahm (1766–1848) verheiratet war. Aus der Ehe gingen drei Töchter hervor:
- Louise Amalie Benigna Gottliebe von den Brincken
- Friederike Annette Elisabeth von den Brincken († 1872)
- Nomen nescio von den Brincken

## Laufbahn
Jakob Friedrich diente in der kaiserlichen Armee am 21. Oktober 1758 mit Rang vom 13. Januar 1758 als Generalfeldwachtmeister und stieg am 1. Mai 1773 mit Rang vom 3. Oktober 1766 Feldmarschalleutnant auf. Er war Inhaber des böhmischen Infanterieregiment No. 18 und Erbherr auf Keweln.